# Georg Wetzell
Georg Wetzell (Nieder-Erlenbach, 5 marzo 1869 – Augusta, 3 gennaio 1947) è stato un generale tedesco, veterano della prima guerra mondiale.
Fu insignito dell'Ordine Pour le Mérite con fronde di quercia, della Croce di Cavaliere con spade dell'Ordine di Hohenzollern e della Croce di Ferro di prima classe per aver brillantemente ricoperto il ruolo di Capo ufficio operazioni presso l'OHL dall'agosto 1916 al settembre 1918. Dopo la fine del conflitto transitò in forza alla Reichswehr, ricoprendo l'incarico di comandante del Truppenamt tra l'ottobre 1925 e il 1926. Lasciato il servizio attivo, nel maggio 1930 successe a Max Bauer nel ruolo di consigliere militare generale del governo cinese a Nanchino, ricoprendolo fino al 1934, quando rientrò in Germania. Dal 1 ottobre 1934 al dicembre 1942 lavorò come capo redattore della rivista Militär-Wochenblatt.

## Biografia
Nacque a Nieder-Erlenbach il 5 maggio 1869, e si arruolò nell’esercito imperiale il 1 ottobre 1889, entrando come cadetto nel 1° Battaglione genio pionieri di stanza a Metz.
Divenuto alfiere il 18 novembre 1890, fu promosso sottotenente il 22 agosto 1891, e il 1 ottobre 1893 fu trasferito al 2. Lothringische Pionier-Bataillon Nr. 20 e poi mandato a frequentare la Scuola di artiglieria e genio di Charlottenburg. Nel 1898 fu trasferito al 5. Lothringischen Infanterie-Regiment Nr. 144, dove fu promosso tenente,  e tra il 1901 e il 1903 frequentò l'Accademia Militare di Prussia, entrando poi in servizio presso lo Stato maggiore. Capitano dal 1906, prestò servizio nello Stato maggiore del XV Corpo d’armata di Strasburgo, assumendo nel 1909 il comando di una compagnia del 132º Reggimento fanteria e nel 1911 entrando a far parte dello Stato maggiore della 2ª Divisione a Istenburg. Il 1 ottobre 1912 fu promosso maggiore, e il 22 marzo dell’anno successivo divenne ufficiale di stato maggiore presso il comando del III Corpo d’armata.
Dopo lo scoppio della prima guerra mondiale rimase in servizio presso il III Corpo d’armata, divenendone Capo di stato maggiore il 9 marzo 1915, dopo l’inizio della battaglia di Verdun. Nell’agosto 1916 fu trasferito, su ordine espresso del generale Ludendorff, presso l’OHL come capo del settore operazioni presso il Capo di stato maggiore dell'Esercito, venendo decorato con l’Ordine Pour le Mérite l’11 dicembre dello stesso anno.
Per i suoi servizi durante la campagna contro l'Italia in appoggio agli alleati austro-ungarici, che portò alla vittoria di Caporetto, il 1 novembre 1917 aggiunse le foglie di quercia all’Ordine Pour le Mérite. lui era il 1 novembre 1917. Dopo aver preso parte alla pianificazione della Quarta battaglia di Ypres (Operazione Georgette) fu nominato Capo di stato maggiore della V. Armée alla fine del mese di settembre del 1918, dopo la firma dell’armistizio con gli Alleati servì temporaneamente come Capo di stato maggiore del XVIII Corpo d'Armata, transitando successivamente in servizio nella neocostituita Reichswehr. 
Nel 1921 fu nominato colonnello servendo poi come Ispettore del servizio segnalazioni del Ministero della difesa, e fu promosso maggiore generale il 1 dicembre 1923. Il 1 febbraio 1926 fu nominato Capo dell'ufficio militare (TA) e il 1 febbraio 1927 fu promosso tenente generale. Nell’aprile 1927 venne sollevato dal suo incarico e trasferito allo Stato maggiore del Gruppenkommando I di Berlino.  Il 31 ottobre 1927 gli fu conferito il titolo onorifico di General der Infanterie, e una volta messo in pensione fondò la rivista militare Deutsche Wehr.
Dal maggio 1930 prestò servizio per quattro anni come consigliere militare generale governo cinese a Nanchino, e dopo essere rientrato in Patria, dal 1 ottobre 1934 al dicembre 1942 lavorò come capo redattore della rivista Militär-Wochenblatt. Si spense nella città di Augusta il 3 gennaio 1947.

## Pubblicazioni
- Von Falkenhayn zu Hindenburg-Ludendorff, Mittler & Sohn, Berlin, 1921.
- Der Bündniskrieg, Mittler & Sohn, Berlin, 1937.
- Die deutsche Wehrmacht, Mittler & Sohn, Berlin, 1939.

### Annotazioni
1. ↑  Con anzianità dal 1920.
2. ↑  Il Gruppenkommando I era il più importante comando militare della Reichswehr, e comprendeva la 1ª,  2ª e 3ª Divisione di fanteria, e la 1ª e 2ª Divisione di cavalleria.
3. ↑  Era stato insignito dell'Ordine Pour le Mérite il 11 dicembre 1917.